# Das alte finstere Haus
Das alte finstere Haus ist ein britisch-amerikanischer Spielfilm aus dem Jahr 1963. Der Film entstand in Zusammenarbeit des britischen Filmstudios Hammer Films mit dem US-amerikanischen Produzenten William Castle. Castle, der auch die Regie übernahm, drehte mit diesem Film ein komödiantisches Remake des Horror-Klassikers Das Haus des Grauens aus dem Jahre 1932 von James Whale. Wie schon Whales Film basierte auch Castles Werk auf dem 1927 erschienenen Roman Von der Nacht überrascht von John Boynton Priestley.

## Handlung
Der amerikanische Autoverkäufer Tom Penderel wohnt seit einigen Wochen bei dem exzentrischen Millionär Casper Femm in London. Allerdings sieht er seinen Bekannten sehr selten, da dieser sich auf Grund einer Familienverfügung jede Nacht vor Mitternacht im Familienhaus einzufinden hat. Casper bestellt bei seinem Freund einen Luxuswagen, den Tom zum Herrenhaus der Femms liefern soll. Als Tom ankommt, findet er Casper tot auf. Tom will den Ort des Geschehens verlassen, verursacht jedoch mit dem Wagen im aufziehenden Sturm einen Unfall. Er muss also im Haus der Femms bleiben. Tom lernt einige Familienmitglieder kennen. Caspers Nichte Cecily ist eine ernste junge Frau, während die andere Nichte Morgana eine verführerische Schönheit ist. Caspers Onkel Potiphar erwartet eine neue Sintflut und baut eine Arche.
Während der Nacht kommt es zu Morden an den Mitgliedern der Familie Femm. Zuerst stirbt Agatha Femm, Caspers Mutter. Sie wird tot aufgefunden, in ihrem Hals stecken Stricknadeln. Das nächste Opfer ist Caspers Zwillingsbruder Jasper, danach stirbt Caspers Vater Roderick. Tom erkennt, dass der Mörder eine Frau ist. Er hält Morgana für die Schuldige, doch Cecily gesteht die Morde, sie will Alleinerbin des Besitzes werden. Cecily flieht aus dem Haus. Tom findet heraus, dass sie Zeitbomben an allen Uhren des Hauses installiert hat. Tom kann, bis auf eine, alle Bomben entschärfen. Die letzte wirft er, da ihm nur noch Sekunden bleiben, durch ein Fenster. Die Bombe landet vor Cecilys Füssen und explodiert.

## Kritiken
Das Lexikon des internationalen Films bezeichnete den Film als „schaurig-amüsantes Remake des Gruselklassikers „The old dark House“ 1932; Horrorspezialist Castle mildert seine Schockeffekte durch trockenen Humor und parodistische Übertreibungen.“
Der TVGuide hingegen befand ihn als minderwertiges Remake.

## Hintergrund
Uraufgeführt wurde der Film am 30. Oktober 1963 in den Vereinigten Staaten. In Großbritannien kam er allerdings erst im September 1966, in einer aus Zensurgründen um 9 Minuten gekürzten Version, in die Kinos. In Deutschland erschien er als Fernsehausstrahlung am 23. Mai 1970.
Der Film wurde ursprünglich in Farbe gedreht (Eastman Color), in den USA wurde er allerdings aus Kostengründen in Schwarzweiß herausgebracht. Bei der englischen Erstveröffentlichung war der Film wieder in Farbe.
Regisseur Castle, der für seine Werbegimmicks, die während der Aufführungen seiner Filme zum Einsatz kamen, bekannt war, suchte auf Grund sinkender Einnahmen nach neuen Wegen. Umgekehrt hatte Anthony Hinds, der Produktionschef von Hammer, bereits selbst eine Neuverfilmung von The Old Dark House in Vorbereitung. Als er erfuhr, dass auch Castle in den USA gerade an einem gleichnamigen Projekt arbeitete, schlug er ihm vor, doch ihrer beider Produktionen zu kombinieren. So kam es zu der ersten und einzigen Zusammenarbeit zwischen Castle und dem britischen Hammer-Studio. Sowohl Castle als auch die Hammer-Studios ließen ihre Filme durch Columbia Pictures veröffentlichen. Da die Finanzierung in Großbritannien günstiger war als in den Vereinigten Staaten, schloss Castle mit den Hammer-Studios ein Geschäft ab, indem er in den Bray Studios drehte und, bis auf die Hauptrolle, ausschließlich britische Darsteller engagierte.

Bei den Vorführungen des Films wurden keine der sonst für Castle üblichen „Gimmicks“ eingesetzt.

Als Drehort für die Außenaufnahmen des „alten finsteren Hauses“ diente der neugotische Landsitz Oakley Court, der auch in vielen anderen Hammer-Filmen Verwendung fand und heute wohl am bekanntesten ist in seiner Funktion als Frank N Furters Schloss in der Rocky Horror Picture Show. Im Titelsong dieses Films wird außerdem die Schauspielerin Janette Scott erwähnt, die in Das alte finstere Haus eine Hauptrolle spielt.
Die Zeichentrick-Titelsequenz von Das alte finstere Haus wurde von Chas Addams geschaffen, dem Erfinder der Addams Family, der ein großer Fan der 1932er-Verfilmung von The Old Dark House war. Wie Boris Karloff bestätigte, wurde Addams durch die von Karloff gespielte Figur des stummen Butlers Morgan in der ursprünglichen Filmversion direkt zum Charakter des Lurch inspiriert. Das im Vorspann von Addams gezeichnete Haus ähnelt viel eher dem Wohnsitz der Addams Family als dem später im Film tatsächlich gezeigten Schloss.
Wenn am Ende des Films die amerikanische Flagge gehisst wird, so ist dies möglicherweise eine Anspielung auf eine Angewohnheit eines tatsächlichen früheren Bewohners von Oakley Court (dem Drehort), Ernest Olivier, der zu Ehren seiner ausländischen Gäste jeweils deren Landesfahnen aufziehen ließ.